# Christian Georg Kohlrausch

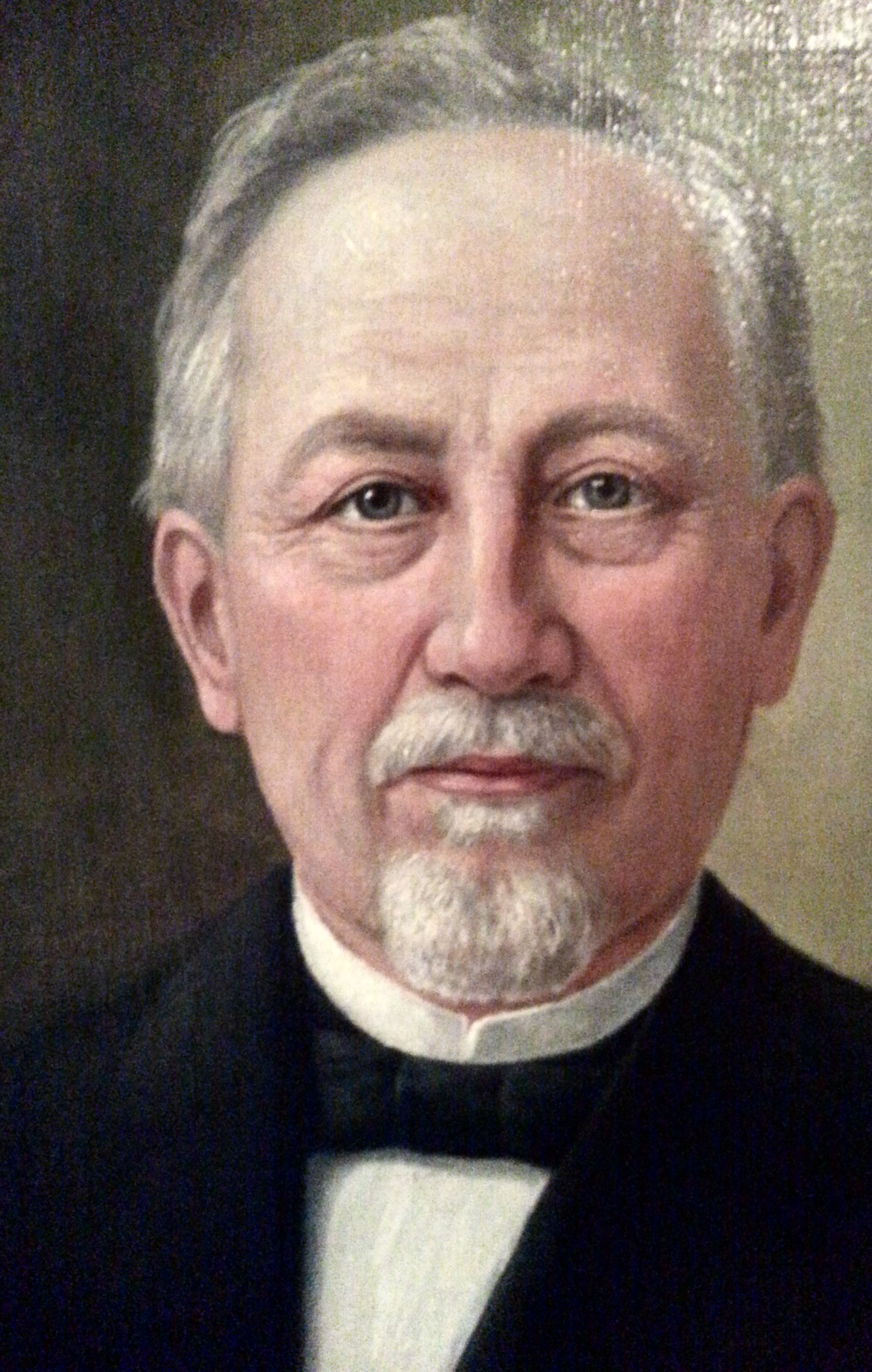
Christian Georg Kohlrausch, 1851–1934 (Ölgemälde)

Christian Georg Kohlrausch (* 2. April 1851 in Benneckenstein; † 11. Dezember 1934 in Halberstadt) war ein deutscher Turnpädagoge. Sein Vater war der Arzt Otto Ludwig Bernhard Kohlrausch (1811–1854), der die Plica transversalis recti (auch Kohlrausch-Falte) beschrieb. Sein Großvater war deutscher Pädagoge und Königlich Hannoverscher Generalschuldirektor Friedrich Kohlrausch und er gehörte damit einer bekannten deutschen Gelehrtenfamilie an;  seine Onkel waren Rudolf H. Arnt Kohlrausch (Physiker) und Friedrich Ernst Wolff Kohlrausch (1812–1895), dessen Enkel der Sportmediziner Wolfgang Kohlrausch (1888–1980) als Vater der deutschen Krankengymnastik gilt.
Sein hervorzuhebendes Verdienst ist die Wiederentdeckung des Diskuswurfs. Seit dem Untergang der Olympischen Spiele der Antike war der Diskus nur durch Statuen und Zeichnungen her bekannt. Die genaue Größe, Masse und Wurftechnik waren nicht überliefert.
1880 wurde Christian Georg Kohlrausch u. a. als Turnpädagoge an die Magdeburger Klosterschule Pädagogium zum Kloster Unser Lieben Frauen berufen. Er wirkte hier bis zu seiner Pensionierung 1913 und wurde weltweit durch seine 1882 veröffentlichten Studien und Experimente mit Schülern zum Diskuswurf bekannt.
Christian Kohlrausch hat durch langjährige Studien und Experimente mit seinen Schülern die Disziplin des Diskuswerfens wieder (neu) entwickelt und wettkampffähig gemacht. Durch seine Forschungen konnte 1896 diese so bekannte Disziplin der Olympischen Spiele der Antike in die Olympischen Spiele der Neuzeit aufgenommen werden.
Um 1880/81 führte er „Spiele im Freien“ durch und half damit bei der Verbreitung des Fußballs in Deutschland, die vor allem Konrad Koch zugeschrieben wird.
Kohlrauschs Arbeiten zum Diskus

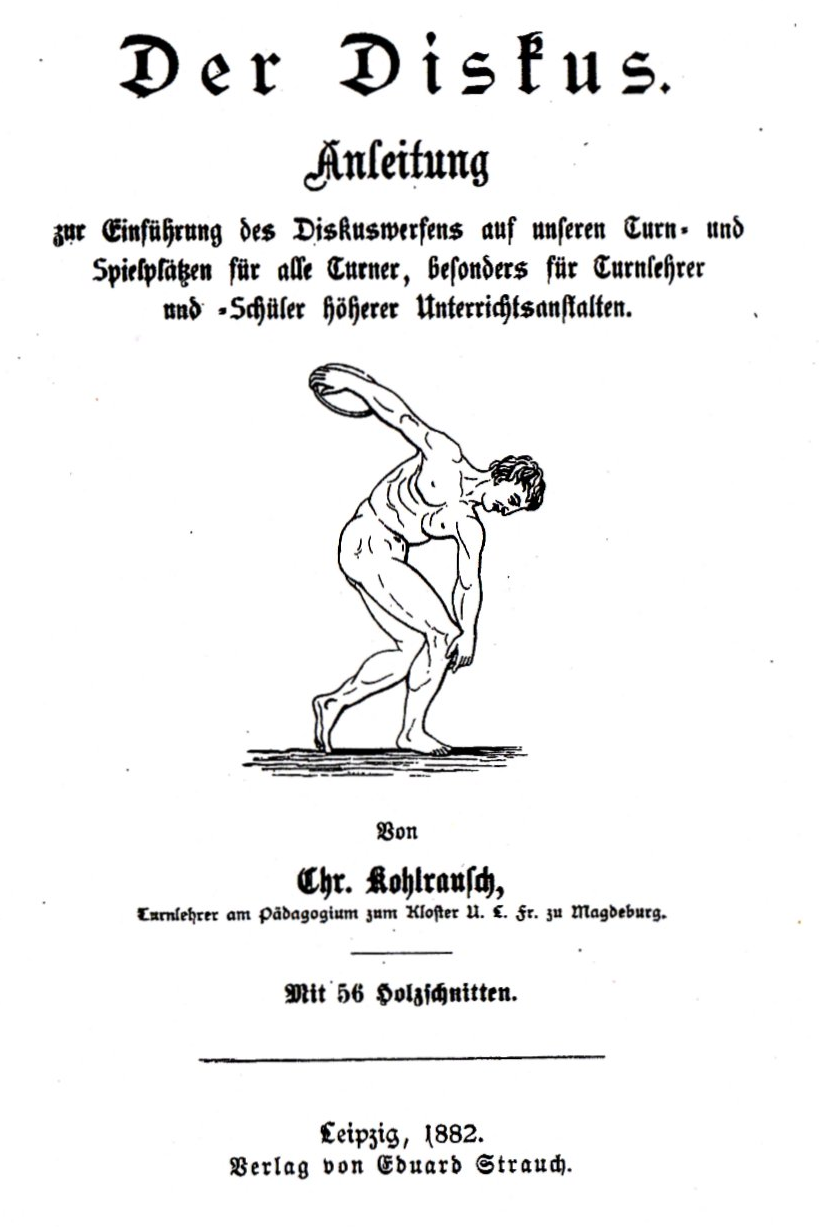
Der Diskus. Anleitung von Christian Georg Kohlrausch, 1882
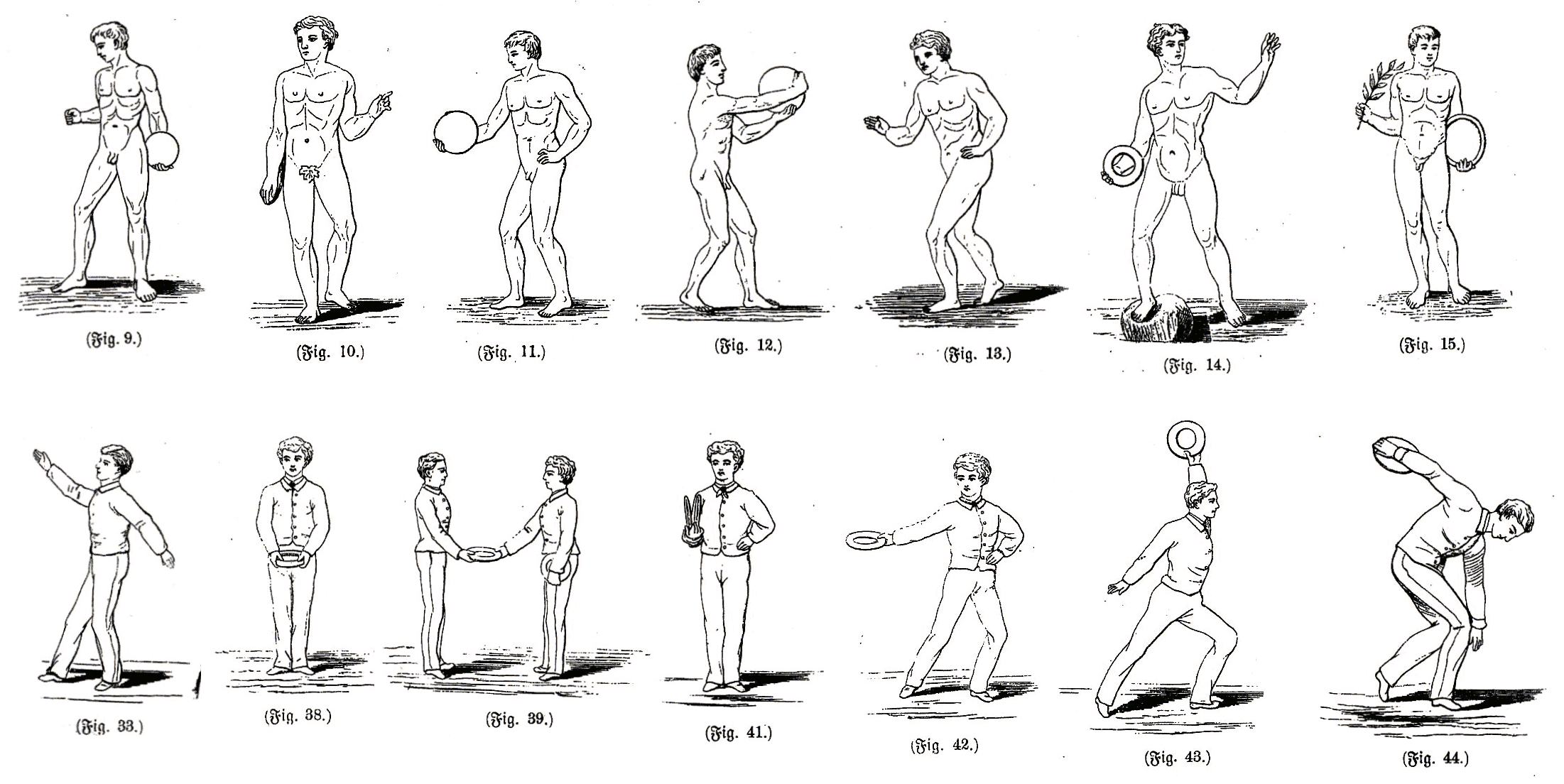
Holzschnitte aus Der Diskus. Anleitung von Christian Georg Kohlrausch, 1882
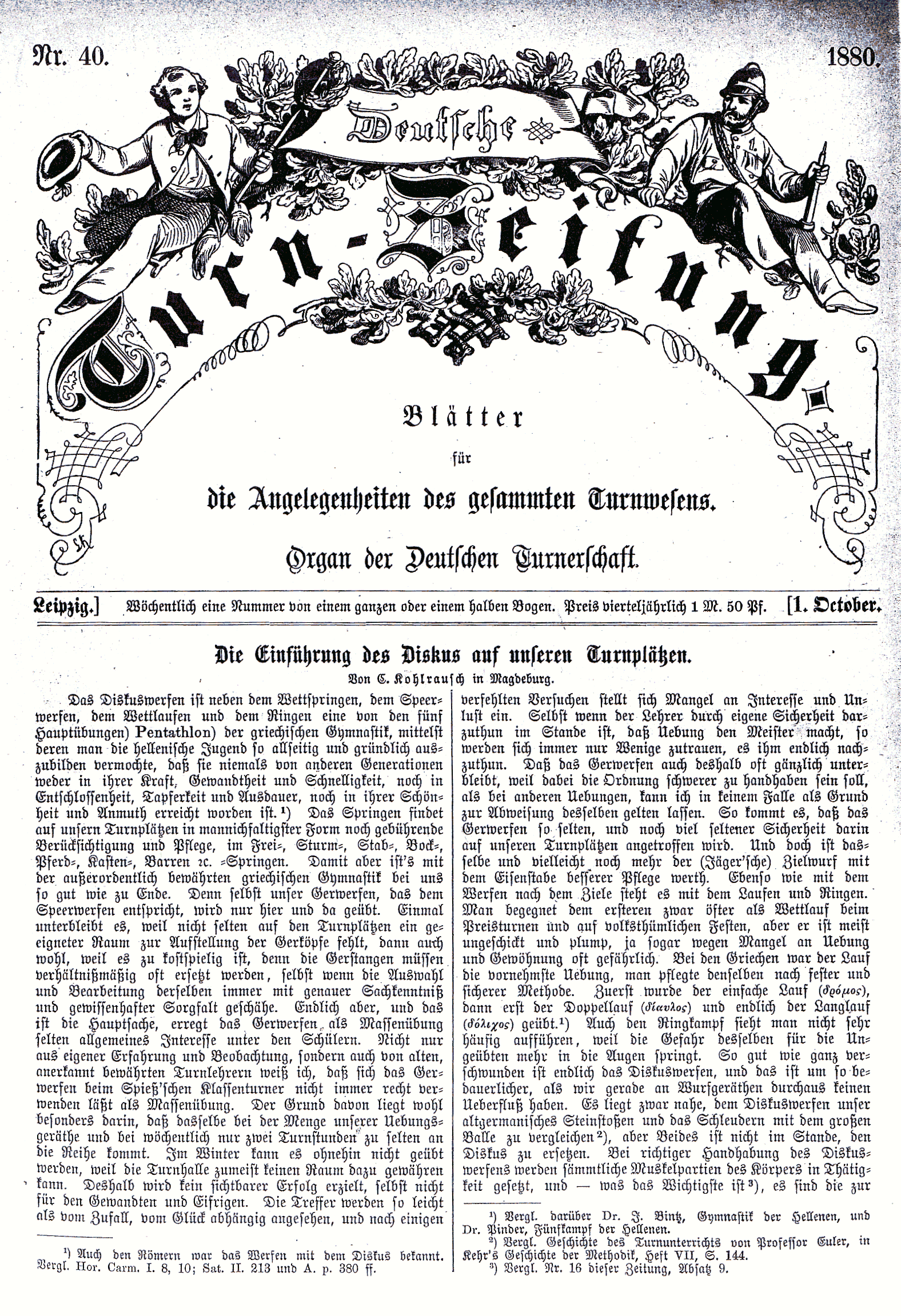
Turn-Zeitung, No. 40, 1880, Die Einführung des Diskus auf unseren Turnplätzen